# Kudadhoo (Shaviyani-atol)
Kudadhoo is een van de onbewoonde eilanden van het Shaviyani-atol behorende tot de Maldiven.